# Frog Skin (камуфляж)
Камуфляж Фрог Скін (англ. Frog Skin, дослівно — жаб'яча шкіра), також відомий як камуфляж Дак Хантер (англ. Duck Hunter, дослівно — мисливець на качок) або М1942 (модель 1942) — деформаційний військовий камуфляж, що використовувався Збройними силами США в 1942—1944 роках під час Другої світової війни. Візерунок камуфляжу складався з плям зелено-коричневих тонів, що нагадувало забарвлення жабячої шкіри.
Візерунок камуфляжу M1942 став першою спробою армії Сполучених Штатів створити багатоколірний деформаційний військовий камуфляж, до цього часу в США використовувались лише однотонні камуфляжні однострої. В 1948 році американською армією було затверджено новий шаблон камуфляжу для одностроїв — камуфляж ERDL, який вперше був використаний в 1967 році під час війни у В'єтнамі.
В післявоєнний час, в період з 1960-х і до 1990-х років різні варіанти оригінального візерунка камуфляжу Frog Skin вироблялись численними американськими та іноземними компаніями й продавалися як мисливський одяг для спортсменів. Популярність серед мисливців на качок була настільки сильною, що за камуфляжем закріпилась назва «Duck Hunter». Цей стиль камуфляжу також часто називають «плямистий» або «плямистий мисливець на качок».

## Історія

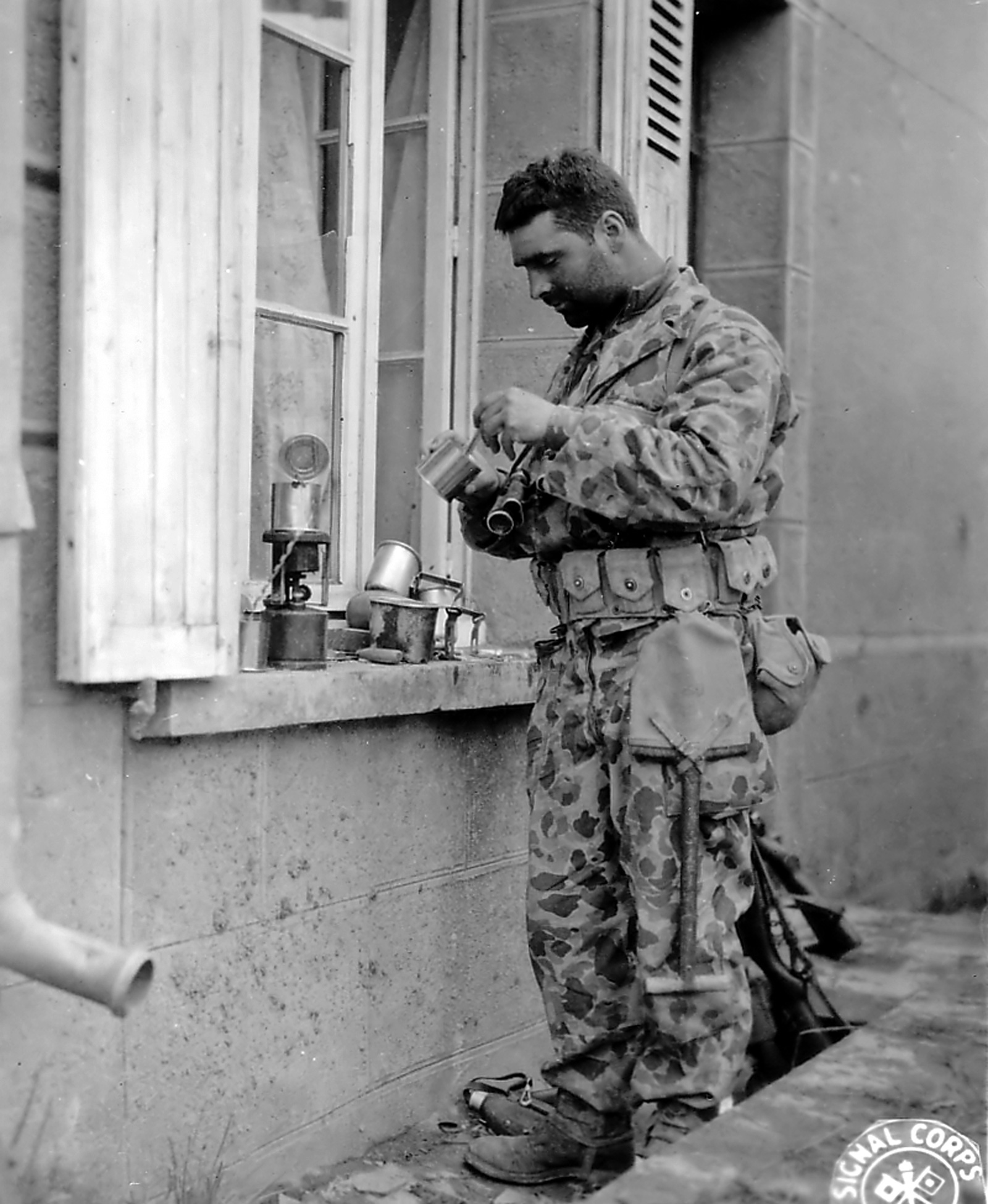
Рядовий Джозеф Де Фрейтос з Йонкерса (Нью-Йорк) з 41-го бронепіхотного полку 2-ї бронетанкової дивізії США, одягнений у камуфляж Frog Skin. Фото армії США, липень 1944

Камуфляж M1942 Frog Skin став першим досвідом збройних сил Сполучених Штатів щодо впровадження одностроїв з деформуючим багатоколірним камуфляжем. Ще до вступу США у війну, в 1940 році Інженерний корпус армії США на замовлення американських військових розпочав розробку камуфляжу для збройних сил. Камуфляж Frog Skin був створений в 1942 році Норвеллом Гіллеспі, цивільним садівником та редактором журналів Sunset, Better House and Gardens та San Francisco Chronicle.
Процес розробки довелося прискорити після того, як у липні 1942 року генерал Дуглас Макартур запросив 150 000 комплектів камуфльованої форми для морської піхоти для операцій в джунглях на Тихоокеанському театрі бойових дій.
У 1942 році американські спецпідрозділи Marine Raiders Корпусу морської піхоти США першими отримали однострої з камуфляжем Frog Skin, які були двосторонніми: з 5-колірним «лісним» візерунком з домінуючим зеленим тлом з одного боку та 3-колірним «пляжним» візерунком із домінуючим коричнево-пісочним фоном з іншого боку. Однострої з камуфляжем Frog Skin переважно використовувався підрозділами морської у Тихому океані, для якого він і був призначений, а на європейському театрі бойових дій цей камуфляж був запроваджений лише експериментально. Причиною цього стала його схожість з камуфляжем Erbsenmuster німецьких підрозділів Ваффен-СС і намагання уникнути ведення «дружнього вогню» по власних солдатах. Однострої з камуфляжем Frog Skin використовували окремі підрозділи США під час операції «Оверлорд» при висадці в Нормандії і невдовзі після неї, але згодом використання цього камуфляжу на європейському театрі було припинено.
У січні 1944 року виробництво одностроїв з камуфляжем Frog Skin для армії США було повністю припинено, а залишки одностроїв були розпродані на цивільному ринку. Вони мали велику популярність серед мисливців на качок, що призвело до появи назви камуфляж «Мисливець на качок» (Duck Hunter camo).

## Опис

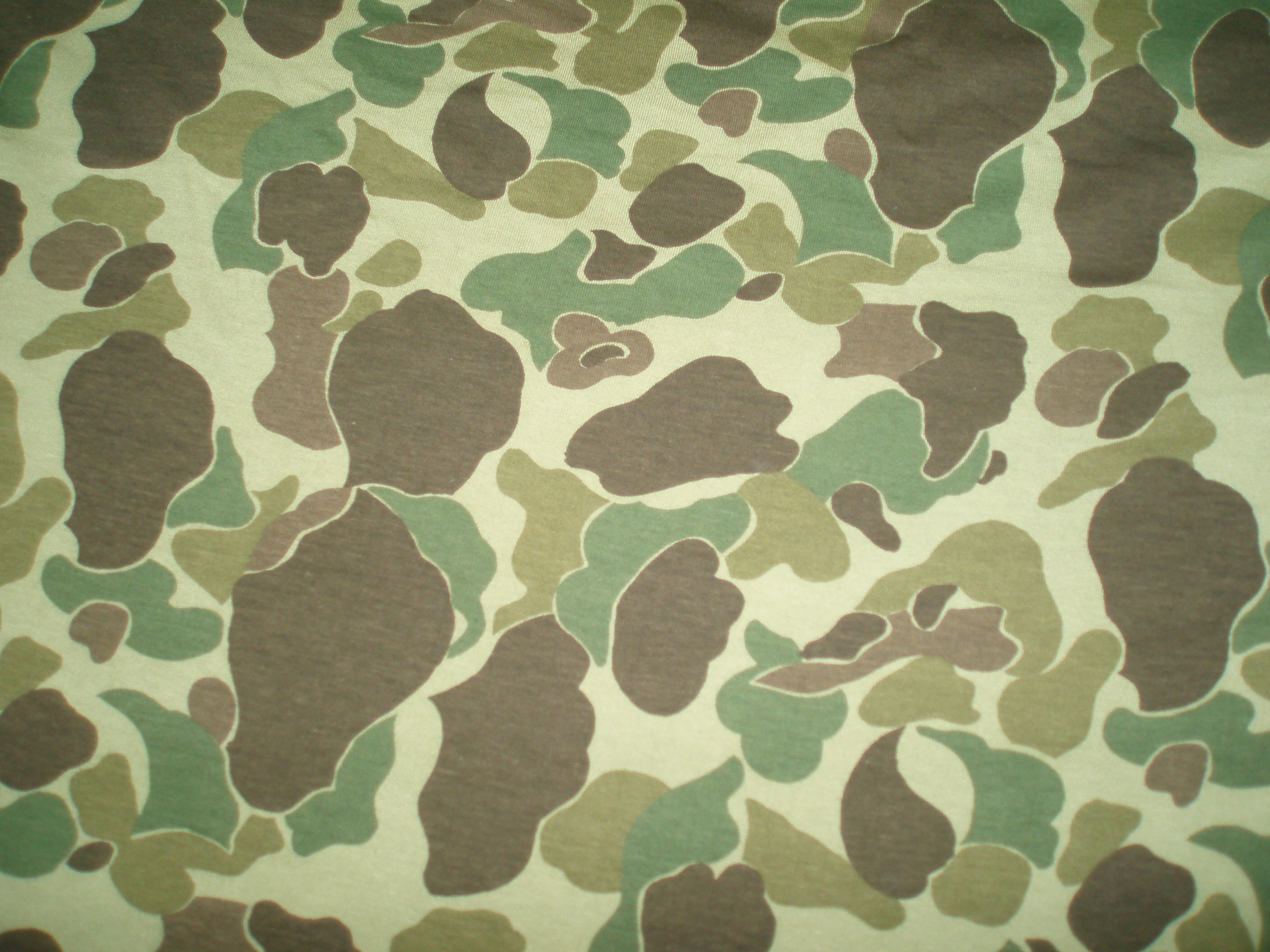
Одна з колірних гам камуфляжу Duck Hunter

Однострої з камуфляжем Frog Skin були «двосторонніми». Їх можна було використовувати будь-якою стороною, на кожну з яких було нанесено камуфляжі в різних колірних гамах. Головна 5-колірна версія з домінуючим зеленим кольором, яку іноді називають версією «джунглі» складалась з плям коричневого, бежево-вохристого, зеленого та світло-зеленого кольорів на пісочному тлі.
Другорядна 3-колірна версія з домінуючим кольором хакі, яку іноді називають версією «пляж», складалась з того самого візерунка, але з плямами двох відтінків хакі на тому ж пісочному тлі.
Варіанти камуфляжу також включали кілька версій для двосторонньої накидки-пончо із зеленим фоном і кілька для парашутів.

## Бойове застосування
Під час Другої світової війни однострої з камуфляжем Frog Skin використовувалися переважно на Тихоокеанському театрі бойових дій, для якого камуфляж було розроблено. На європейському театрі бойових дій певні піхотні дивізії США носили уніформу у Франції, але уніформу було вилучено через схожість з німецьким камуфляжем Erbsenmuster.
Підрозділи морських парашутистів використовували власну уніформу з камуфляжем Frog Skin під час Бугенвільської кампанії 1943–45 років. Морські піхотинці носили однострої з камуфляжем Frog Skin і в інших кампаніях, зокрема в битві при Тараві.
Сполучені Штати обмежено використовували візерунок камуфляжу під час Корейської війни як чохли для шоломів морської піхоти.
США продали комплекти одностроїв з камуфляжем «Frog Skin» Франції, яка під час Першої індокитайської війни (1945–1954) використовувала їх як уніформу для десантників 1-го та 2-го парашутних полків Іноземного легіону.
У 1961 році Бригада 2506 що складалася з кубинських емігрантів, була екіпірована ЦРУ одностроями з камуфляжем для операції в затоці Свиней.
Під час війни у В'єтнамі (1959—1975) американці видавали однострої з камуфляжем Frog Skin монтаньярдам (представників народності тхіонги), що воювали проти партизан В'єтконгу на стороні США. На початку війни у В'єтнамі, до появи в одностроїв з камуфляжами Tigerstripe та ERDL, американські спецпризначенці, радники армійських спецназів, морські піхотинці командування військової допомоги В'єтнаму — Військово-морської консультативної групи та CIDG також вдавалися до використання камуфляжу Frog Skin через відсутність альтернативного стандартного камуфляжу.

## Схожі візерунки плямистих камуфляжів
Створений Німеччиною плямистий камуфляж Flecktarn — різнокольоровий плямистий візерунок, який створює ефект розмитості шляхом усунення жорстких країв кольорових плям і був прийнятий у багатьох країнах.
Камуфляжна уніформа Австралійських сил оборони з деформаційним візерунком — п'ятиколірний плямистий візерунок, у якому використовується деформаційне забарвлення, щоб візуально руйнує контур солдата за допомогою сильно контрастного дизайну.

## Користувачі
- Біафра: В 1968 році камуфляжі типу M1942 були закуплені для армії Біафри[13]. Про-біафрські найманці також використовували ці камуфляжі[14].
- Індонезія:
  - підрозділи Brimob з 1965 року використовували однострої з камуфляжем, що базувався на моделі M1942[15].
  - Командос з підрозділів Pasukan Gerak Tjepat та Resimen Para Komando Angkatan Dara використовували камуфляжі на базі шаблону M1942[15]. Оригінальні однострої з камуфляжем M1942 використовувались підрозділами PGT/RPKAD та повітряно-десантними військами в 1954—1960 роках[15][16].
- Іран: однострої з камуфляжем на базі M1942 під назвою Panther, використовувались військовими Ірану та Корпусом вартових ісламської революції, особливо під час Ірано-іракської війни[17].
- Мексика: версії камуфляжу використовувались мексиканськими військовими[15].
- Нідерланди [15].
- США:
  - Корпус морської піхоти США[18]:
    - спецназ Marine Raiders[19];
    - морські парашутисти Paramarines;

  - Бригада 2506;
- Іспанія: 3-х колірні камуфляжі використовувались з 1970 року, переважно для накидок-пончо, чохлів для шоломів, польового обладнання і деяких елементів одностроїв[15].
- Туреччина: з 1970-х років використовувались клони камуфляжу M1942[15].
- Франція: 1-й та 2-й парашутно-десантні полки Іноземного легіону використовували камуфляж M1942 під час Першої індокитайської війни[15].
- Чилі: використовувався камуфляж на базі M1942[15].

## Галерея

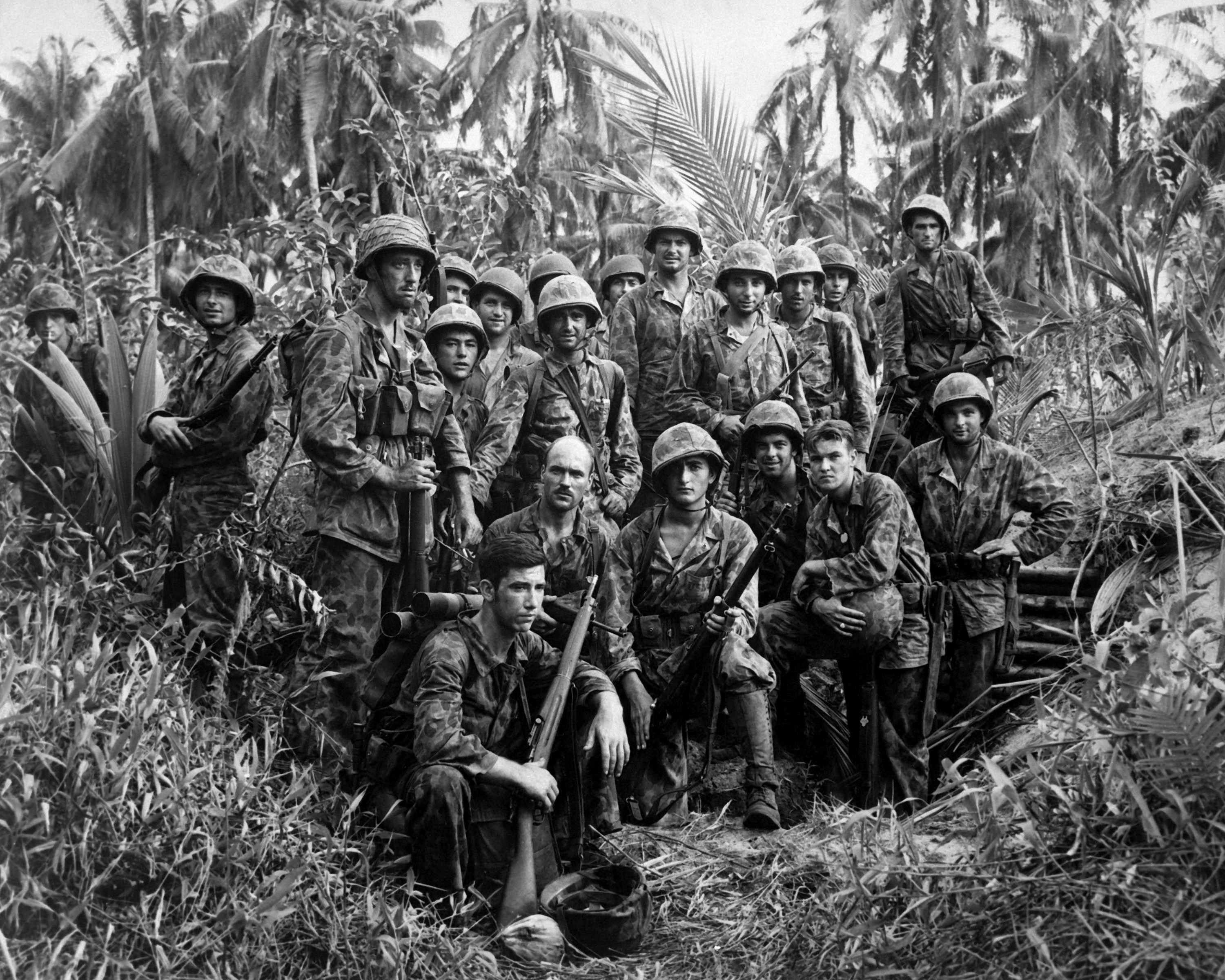
Рейдери морської піхоти США в камуфляжі M1942, 1944 рік
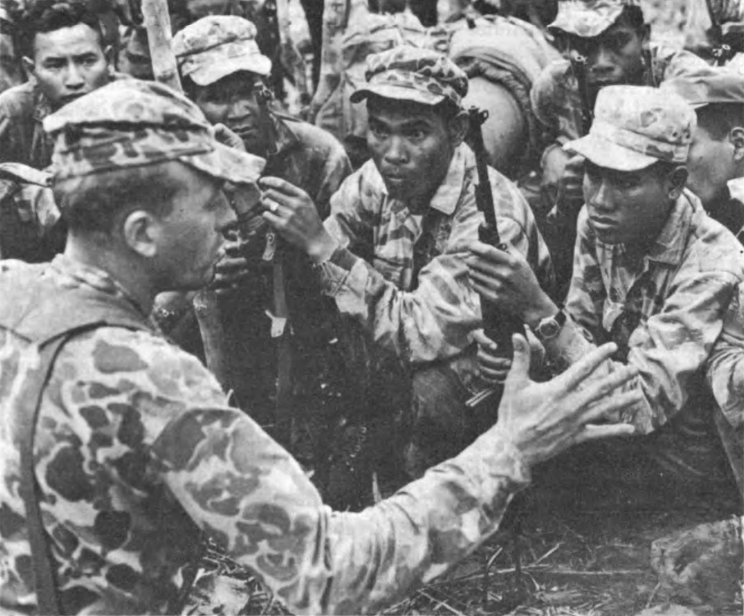
Американський радник і солдати Дегара в камуфляжі Frog Skin, В'єтнам, 1964 рік
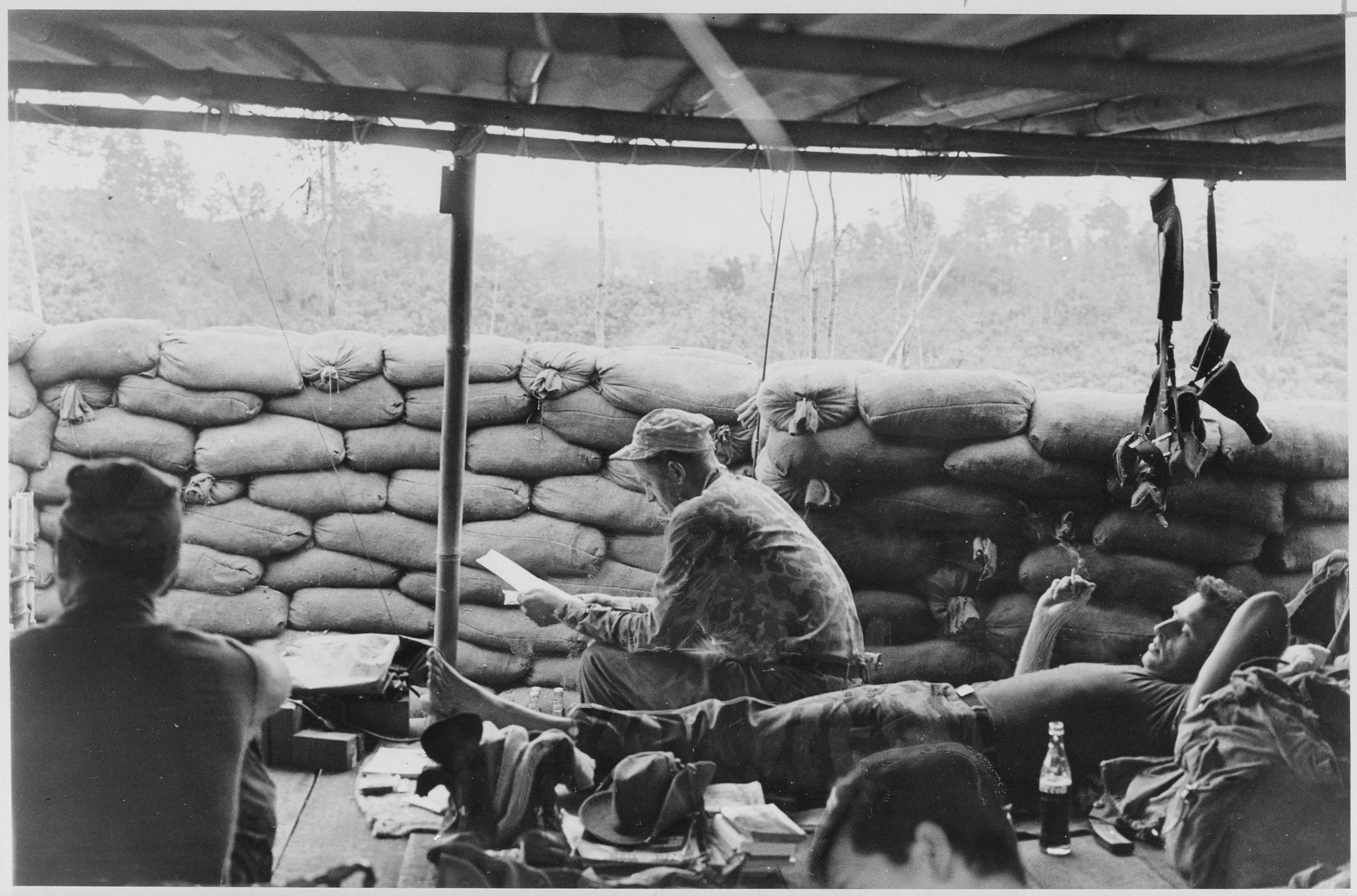
Американський радник у камуфляжі M1942, В'єтнам, 1964 рік
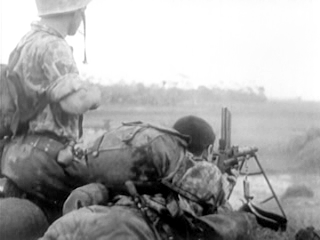
Десантники Іноземного легіону в камуфляжі Frog Skin